# Volovské vrchy
Volovské vrchy jsou krajinný celek, největší část Slovenského rudohoří. Leží v jeho východní části. I když Volovské vrchy vystupují jako jednotný celek paleostruktury Západních Karpat, morfologicky tento celek není jednotný.

## Poloha
Ze severu hraničí s Hornádskou kotlinou, ze severovýchodu s Černou horou, z jihovýchodu jej ohraničuje Košická kotlina, z jihu Slovenský kras a Rožňavská kotlina, z jihozápadu Revúcká vrchovina, ze západu Stolické vrchy a ze severozápadu Spišsko-gemerský kras.

## Geografie

### Členění
- Havraní vrchy
- Knola
- Zlatý stôl
- Hnilecké vrchy
- Pipitka
- Kojšovská hoľa, s podcelkem Hámorská brázda
- Holička

### Horská sedla
Nejdůležitějšími sedly v geomorfologickém celku jsou
- Grajnár
- Súľová
- Štóske sedlo
- Úhornianské sedlo

### Vrcholy
Nejvyšší horou pohoří je Zlatý stôl (1322 m). Dalšími významnými vrcholy jsou také Kloptaň (1153 m), Okrúhla (1088 m) nebo Ovčinec (1012 m).

## Turismus
Nejvýznamnějšími turistickými centry oblasti jsou města Medzev, Gelnica a především Košice. Volovskými vrchy prochází po celé délce dálková cesta E8, jenž vede souběžně s Cestou hrdinů SNP.

## Vodstvo
Pohoří Volovské vrchy se řadí k povodí Hornádu, který obepíná masiv ze severu a východu. Mezi největší vodní plochy oblasti Volovských vrchů patří vodní nádrž Ružín.